# Mike Brewer (rugbista)
Mike Brewer, nome completo Michael Robert Brewer (Pukekohe, 6 novembre 1964), è un ex rugbista a 15 e allenatore di rugby a 15 neozelandese, terza linea, internazionale per gli All Blacks dal 1986 al 1995.

## Biografia
Giovane esordiente nella provincia di Otago, debuttò negli All Blacks nel 1986 contro la Francia a Christchurch.
Nell'interstagione 1988-89 fu in Italia, ingaggiato, insieme al suo connazionale Frano Botica, dall'Aquila.
Nel 1991 vinse con Otago il campionato provinciale neozelandese e, nel 1993, si trasferì alla provincia di Canterbury; durante tale militanza fu convocato dalla Nuova Zelanda per la Coppa del Mondo di rugby 1995, in cui gli All Blacks giunsero fino alla finale, persa contro i padroni di casa del Sudafrica.
Pochi mesi dopo la fine della Coppa del Mondo Brewer terminò la sua carriera internazionale contro l'Australia.
Trasferitosi in Europa, fu giocatore-allenatore dapprima a Dublino nel Blackrock College e successivamente in Inghilterra al West Hartlepool, preso in seconda divisione nel 1997 e guidato poi in Premiership nel 1998-99, l'ultimo anno di rugby professionistico del club, che retrocesse a fine stagione.
Il 1999 fu anche l'anno in cui Brewer smise la carriera agonistica per dedicarsi unicamente a quella tecnica; nella stagione a seguire fu di nuovo in Italia all'Aquila, squadra che riuscì a portare fino alla finale di serie A1 1999-2000, poi persa contro il Rugby Roma, e alla qualificazione alla Heineken Cup 2000-01.
Nel 2002 fu ancora in Irlanda, all'Old Belvedere di Dublino e, dal 2005 al 2008, ricoprì l'incarico di allenatore in seconda della provincia rugbistica del Leinster, per poi assumere lo stesso ruolo come assistente di Frank Hadden sulla panchina della Scozia; l'incarico durò tuttavia pochi mesi perché, quando Hadden fu esonerato dopo il Sei Nazioni 2009, la scelta per sostituirlo ricadde sull'inglese Andy Robinson contrariamente alle aspettative di Brewer che aspirava al posto di commissario tecnico; preferì così dimettersi e cercare impiego altrove.
A settembre del 2009 fu chiamato a dirigere la nazionale di Figi tra cui l'australiano Glen Ella, fratello del più noto Mark; nel 2010 lasciò anche tale incarico per assumere la guida tecnica dei Sale Sharks in Premiership dopo le dimissioni del tecnico Jason Robinson.
Dopo soli quattro mesi di campionato, tuttavia, a fine dicembre 2010, giunse l'esonero per la persistente scarsità di risultati, trend che lo stesso Brewer non era stato capace di invertire.

## Palmarès
- National Provincial Championship: 1
Otago: 1991